# 保科正丕
保科 正丕（ほしな まさもと）は、上総飯野藩の第9代藩主。

## 経歴
享和元年（1801年）6月13日、第8代藩主・保科正徳の長男として江戸で生まれる。生来から病弱だったため、はじめ正徳は幕府に正丕の出生届を出さなかったが、享和3年（1803年）に出生届を出して世子として認められた。文化14年（1817年）3月24日、父が隠居したため家督を継ぎ、12月に従五位下、弾正忠に叙位・任官する。日光祭礼奉行や大坂加番など、諸役を歴任した。また、外国船が日本近海にたびたび出没するようになったため、弘化2年（1845年）に外国船見張番所を設置している。弘化3年（1846年）にアメリカのジェームズ・ビドルが浦賀に来航してきたときは、浦賀の警備を務めた。
弘化5年（1848年）2月、2度目の大坂加番に任じられて大坂に赴いたが、間もなく発病して、嘉永元年（1848年）3月17日に死去した。跡を三男の正益が継いだ。

## 系譜
父母
- 保科正徳（父）
- 玉樟院 ー 側室（母）

正室
- 於トシ、鋭子、栄寿院 ー 松平忠翼の長女

側室
- 民、重枝

子女
- 保科正益（三男）生母は民（側室）
- 照姫 ー 奥平昌服正室後に離縁、松平容敬の養女

長男と次男は早世。